# Beaugrenelle
Beaugrenelle je obytná a obchodní čtvrť v Paříži. Nachází se na levém břehu řeky Seiny v 15. obvodu. Od 70. let je charakteristická svou výškovou zástavbou Front-de-Seine.

## Vývoj
Rezidenční a komerční čtvrť vznikla v 70. letech a své jméno získala podle předchozího urbanistického projektu z počátku 19. století, kdy bylo v roce 1824 rozhodnuto vybudovat na místě rezidenční čtvrť a nalákat do oblasti (tehdy ještě za hranicemi Paříže) střední vrstvu. Je to jedna z mála čtvrtí na území města Paříže, složená z výškových budov. Beaugrenelle se rozkládá na území administrativních čtvrtí Grenelle (na severovýchodě) a Javel (na jihozápadě).
Projekt Nouveau Beaugrenelle (Nový Beaugrenelle) představuje v současnosti přestavbu budovy obchodního centra ze 70. let, které se nachází mezi ulicemi Rue Linois a Rue de l'ingénieur Keller. Bude tvořit několik částí věnovaných jednak různým kulturním akcím, včetně multikina s deseti sály, dále službám a obchodům a také zaměření na módu a dekorace.